# Le Christ
Le Christ – en italien Gesù Cristo – est un tableau réalisé par le peintre italien Filippino Lippi vers 1500. De format vertical, cette huile sur bois transposée sur toile est une peinture chrétienne qui représente Jésus-Christ en buste devant un fond noir. Il y figure sous une auréole, aperçu de trois quarts mais le regard en direction du spectateur. Legs de Jean Gigoux en 1894, l'œuvre est conservée au musée des Beaux-Arts et d'Archéologie de Besançon, à Besançon, dans le Doubs, en France.